# ادیث سوانزنک
ادیث لطیف (به انگلیسی باستان: Ealdgȳð Swann hnesce (۱۰۲۵ – ۱۰۸۶) همچنین به نام ادیث سوانزنک  نیز شناخته شده‌است. او نخستین همسر شاه هارولد گادوینسن بود. واژه "Swanneck" به معنای گردن قویی است که از ریشه‌شناسی عامیانه ساخته شده‌است. در زبان انگلیسی به صورت swann hnecca "گردن قو" بود که در واقع به احتمال زیاد معرب شکل wann hnesce که "لطیف بسان قو" معنی می دهد.

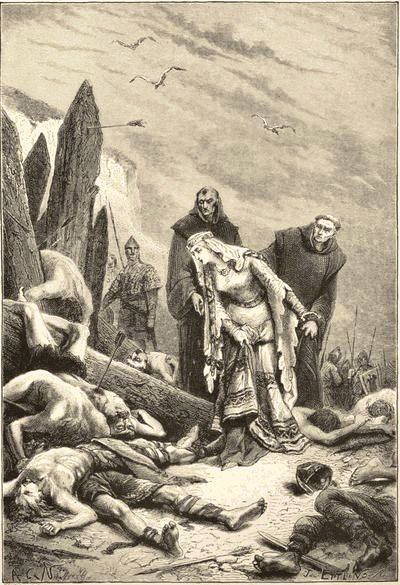
ادیث جسد هارولد را بعد از نبرد هستینگز شناسایی می کند.